# 天津七
天鵝座υ，又名BD+34 4371，HD 202904、SAO 71173、HR 8146，是天鵝座的一颗恒星，视星等为4.43，位于銀經80.98，銀緯-10.05，其B1900.0坐标为赤經21h 13m 48.3s，赤緯+34° -10.05′ 37″。